# 8月2日
8月2日（はちがつふつか）は、グレゴリオ暦で年始から214日目（閏年では215日目）にあたり、年末まではあと151日ある。

## できごと

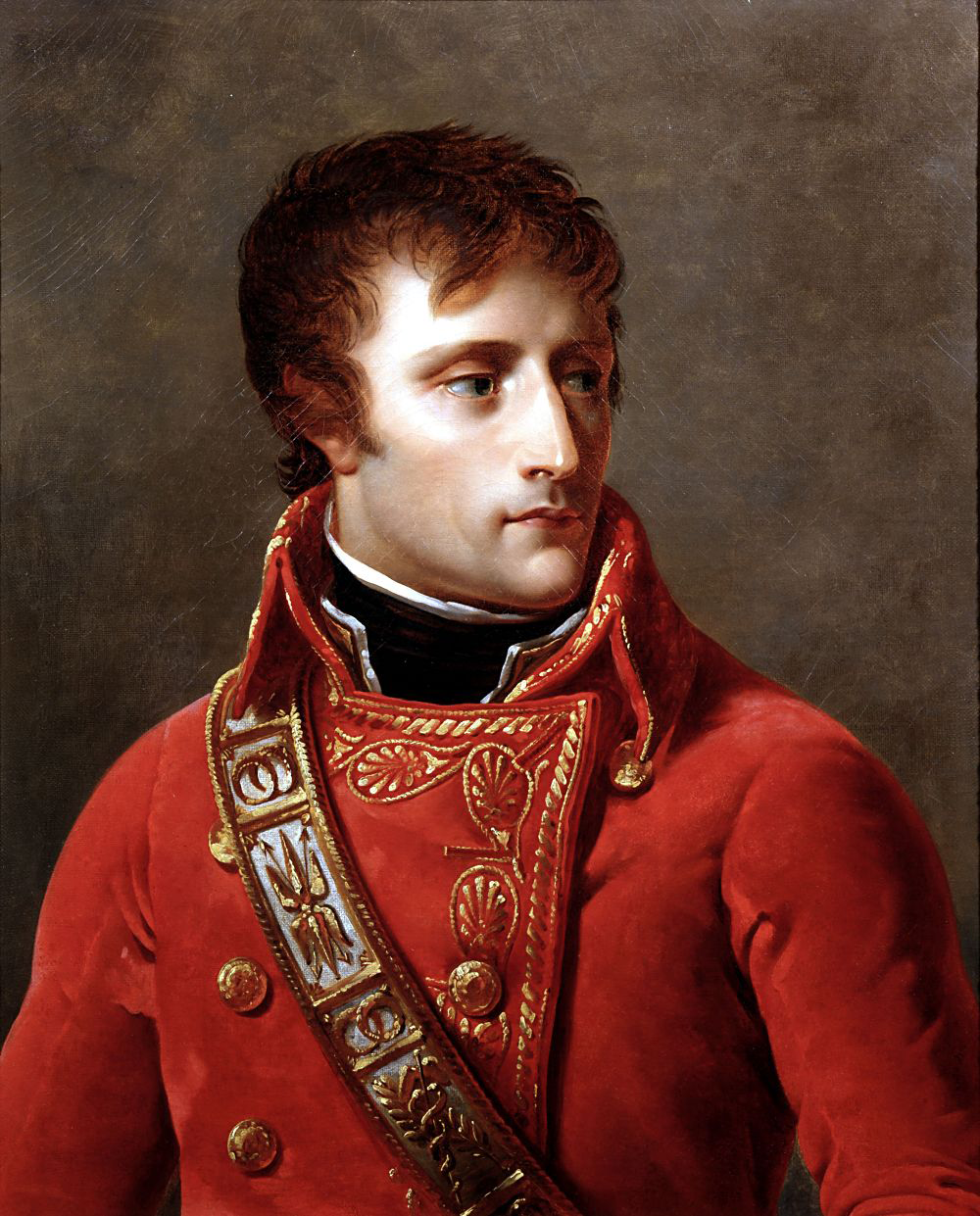
ナポレオン・ボナパルトが憲法を改定して自らを終身統領（終身執政）と規定

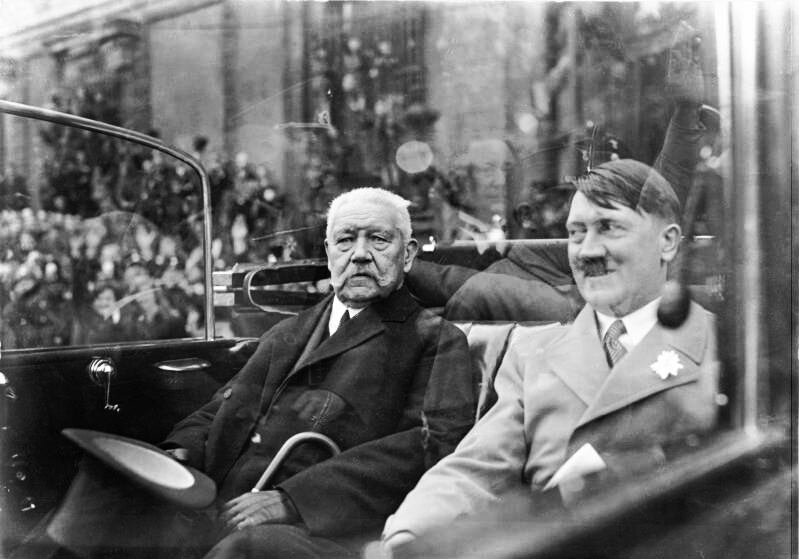
ドイツ大統領パウル・フォン・ヒンデンブルク（左画像左; 1847-1934）没、アドルフ・ヒトラー（左画像右）が総統となる。

- 紀元前338年 - マケドニア王フィリッポス2世がカイロネイアの戦いでアテネとテーバイの連合を破る。
- 紀元前216年 - 第二次ポエニ戦争: カンナエの戦い。ハンニバル率いるカルタゴ軍が、共和政ローマ軍を包囲殲滅する。
- 紀元前47年 - ローマ内戦: ゼラの戦い。ガイウス・ユリウス・カエサル率いる共和政ローマ軍がポントス軍を破る。カエサルは「来た、見た、勝った」と戦勝を元老院に報告。
- 1221年（承久3年7月13日） - 承久の乱: 幕府に敗れた後鳥羽上皇が隠岐に流される。
- 1802年 - フランスでナポレオン・ボナパルトが憲法を改定して自らを終身統領（終身執政）と規定。
- 1854年（嘉永7年7月9日） - 江戸幕府が日章旗を日本国惣船印とすることを決定。
- 1869年（明治2年6月25日） - 明治政府が行政官達576号で「一門以下平士ニ至ル迄總テ士族ト可稱事」とし、士族身分を定めた[1]。
- 1897年 - 日本勧業銀行（後の第一勧業銀行、現みずほ銀行）が永代橋畔旧日本銀行跡に仮営業所を設けて営業開始。
- 1903年 - 内部マケドニア革命組織がオスマン帝国に対するイリンデン蜂起（英語版）を扇動。
- 1906年 - ロシア帝国海軍の一等巡洋艦「パーミャチ・アゾーヴァ」で水兵らによる叛乱が発生（現地で使用していたユリウス暦では7月20日）。ロシア帝国・バルト艦隊で初めての叛乱事件。
- 1914年 - 第一次世界大戦・西部戦線: ドイツ軍がルクセンブルクに侵攻。
- 1918年 - ロシア内戦: 日本軍が英米仏軍とともにシベリアに出兵することを閣議決定。
- 1928年 - アムステルダムオリンピックで、織田幹雄が三段跳びで日本人初の金メダルを、人見絹枝が陸上800m走で日本女子初の銀メダルを獲得。
- 1932年 - カール・デイヴィッド・アンダーソンが、霧箱による宇宙線の軌跡の観測で陽電子を発見[2][3]。
- 1934年 - 強制的同一化: ドイツ大統領ヒンデンブルクの死去により、「指導者兼首相」のアドルフ・ヒトラーに大統領の権限が移譲され、総統となる。
- 1939年 - 第二次世界大戦: レオ・シラードらがルーズベルト米大統領に核開発を促すアインシュタインの署名入りの書簡を送る。これがマンハッタン計画のきっかけとなる。
- 1943年 - ホロコースト: ユダヤ人の絶滅収容所の一つ、トレブリンカ強制収容所で収容者の反乱が起こり多くの収容者が脱走。これを機に同収容所は廃止。
- 1944年 - 第二次世界大戦: テニアン島の日本軍が玉砕し、テニアンの戦いが終結。
- 1944年 - マケドニア人民解放反ファシスト会議 (ASNOM) の第1回総会開催。（マケドニア共和国の革命記念日）
- 1945年 - 第二次世界大戦: ポツダム会談が終了。
- 1945年 - 第二次世界大戦・日本本土空襲: 富山大空襲。
- 1948年 - 神奈川県川崎市で竜巻が発生。戦災跡地に建てられていたバラック住宅が被害に遭い、死者3人、重軽傷者106人。38戸が全壊、50戸が半壊[4]。
- 1950年 - 茨城県高須村高須地先で小貝川の堤防が決壊。同村ほか相馬町、小文間村、山王村、寺原村、六郷村が水没。被災者25000人[5]。
- 1955年 - 神奈川県横浜市に存在した日本カーリット保土ケ谷工場で爆発事故。従業員ら21人が死亡、19人が重軽傷[6]。
- 1964年 - ベトナム戦争: トンキン湾事件。アメリカ合衆国は、駆逐艦マドックスが北ベトナム軍の魚雷艇から攻撃を受けたとして報復攻撃を行う。しかし1971年になって、これがアメリカの謀略であったことが明らかに。
- 1970年 - 美濃部亮吉知事の提唱で、東京都内で初めての歩行者天国が銀座、新宿、池袋、浅草で実施される[7]。
- 1972年 - カシオ計算機がパーソナル電卓「カシオミニ」を発売。サイズは当時主流の4分の1、価格は3分の1の1万2,800円を実現し、発売後10カ月で100万台を販売する大ヒットになる。のちにニューヨーク近代美術館（MOMA）の永久所蔵品になり「重要科学技術史資料（未来技術遺産）に選定された[8]。
- 1972年 - 近鉄奈良線の車内で、座席下にしかけられたアルミ缶爆弾が爆発。乗客2人重傷、19人軽傷[9]。
- 1980年 - ボローニャ駅爆破テロ事件が起こる。
- 1980年 - 司ちゃん誘拐殺人事件: 山梨県東八代郡一宮町（現：笛吹市）在住の男児（当時5歳：保育園児）が身代金目的で誘拐され、2日後（8月4日）に殺害される[10]。同月15日に犯人が逮捕され、自供通り男児の遺体が発見された[11]。
- 1985年 - デルタ航空191便墜落事故。
- 1986年 - 映画『天空の城ラピュタ』が日本で公開[12]。
- 1990年 - 湾岸戦争: イラクがクウェートに侵攻。同日、国連安保理は即時無条件撤退を求める決議660を採択。
- 1994年 - ビートたけし（北野武）が原付で転倒事故を起こし重傷。
- 2003年 - 1970年に打ち上げられた日本初の人工衛星「おおすみ」が大気圏に再突入し消滅。
- 2005年 - エールフランス358便事故。
- 2007年 - 関西国際空港の第二滑走路（B滑走路）オープン。国内初の完全24時間空港に。
- 2008年 - 福田康夫内閣改造内閣が発足[13]。
- 2019年 - 日本政府が、貿易管理上の優遇措置を受けられる「ホワイト国」のリストから、韓国を除外する政令改正を閣議決定[14]。
- 2022年 - アメリカが国際テロ組織アルカイダの指導者アイマン・ザワヒリ容疑者を殺害したと発表[15]。
- 2022年 - プロ野球・東京ヤクルトスワローズの村上宗隆が、プロ野球新記録となる5打席連続本塁打を達成[16]。
- 2024年 - 日経平均株価の終値が前日比2,217円07銭安を記録。前日比での下げ幅では1987年10月20日の「ブラックマンデー」（3,836円48銭安）に次ぐ史上2番目の大きさ。
- 2025年 - この日、後楽園ホールで行われたボクシング興行においてOPBF東洋太平洋スーパーフェザー級タイトルマッチおよび日本ライト級挑戦者決定戦でリング禍が発生。OPBF東洋太平洋スーパーフェザー級王者の波田大和と対戦し引き分けた挑戦者の神足茂利と日本ライト級挑戦者決定戦に出場し齋藤陽二に8回TKOで敗れた浦川大将が試合後に意識不明となり救急搬送、両者ともに急性硬膜下血腫で開頭手術を受けたが、意識を回復することなく神足は1週間後の同月8日に死亡し[17]、浦川も翌日の同年8月9日に死去[18]、同日に行われたボクシング興行において2人がリング禍となり、開頭手術を受け死亡した事例は国内では初となった。

## 誕生日

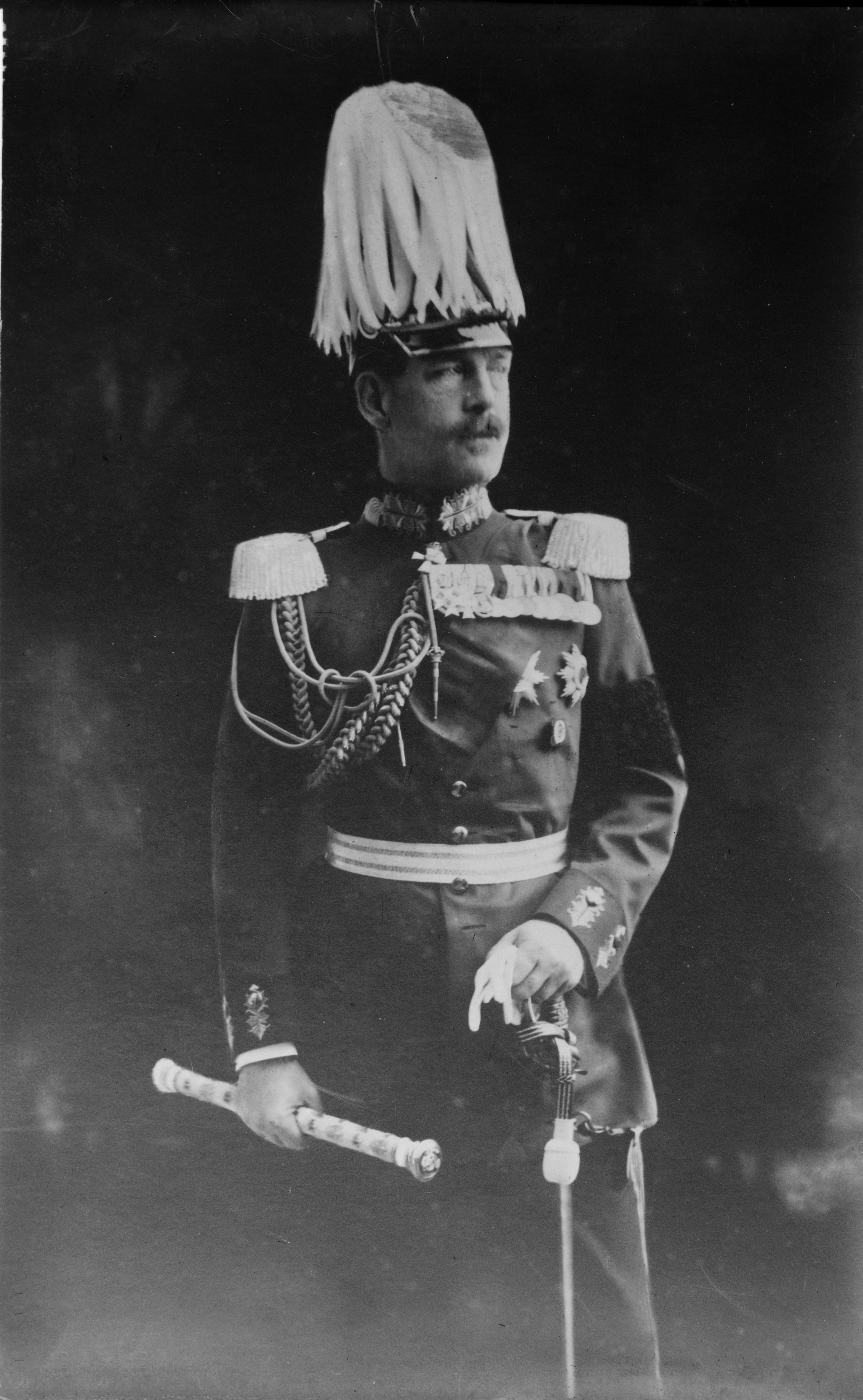
ギリシャ王コンスタンティノス1世(1868-1923)誕生。

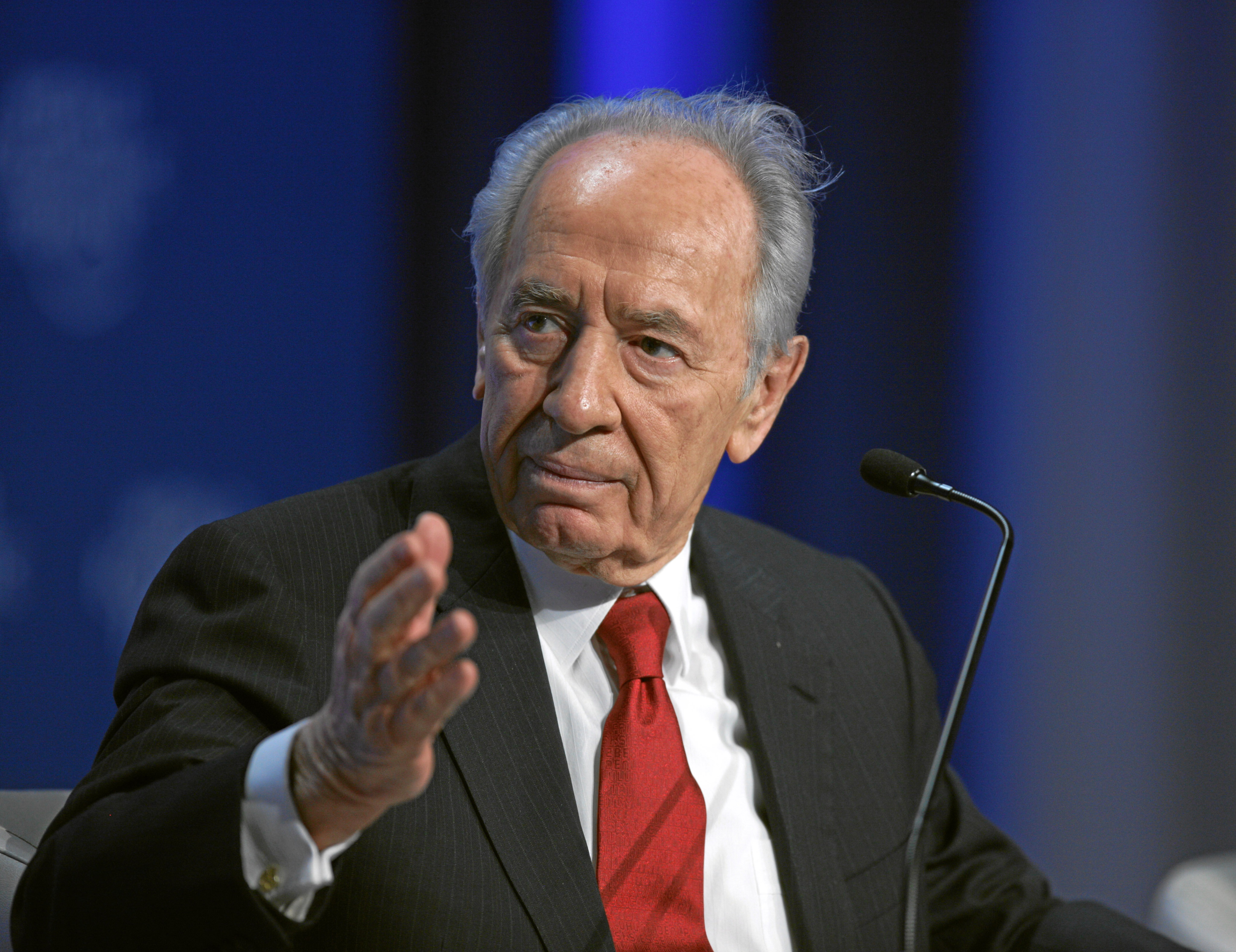
イスラエルの政治家、シモン・ペレス(1923-2016)誕生。

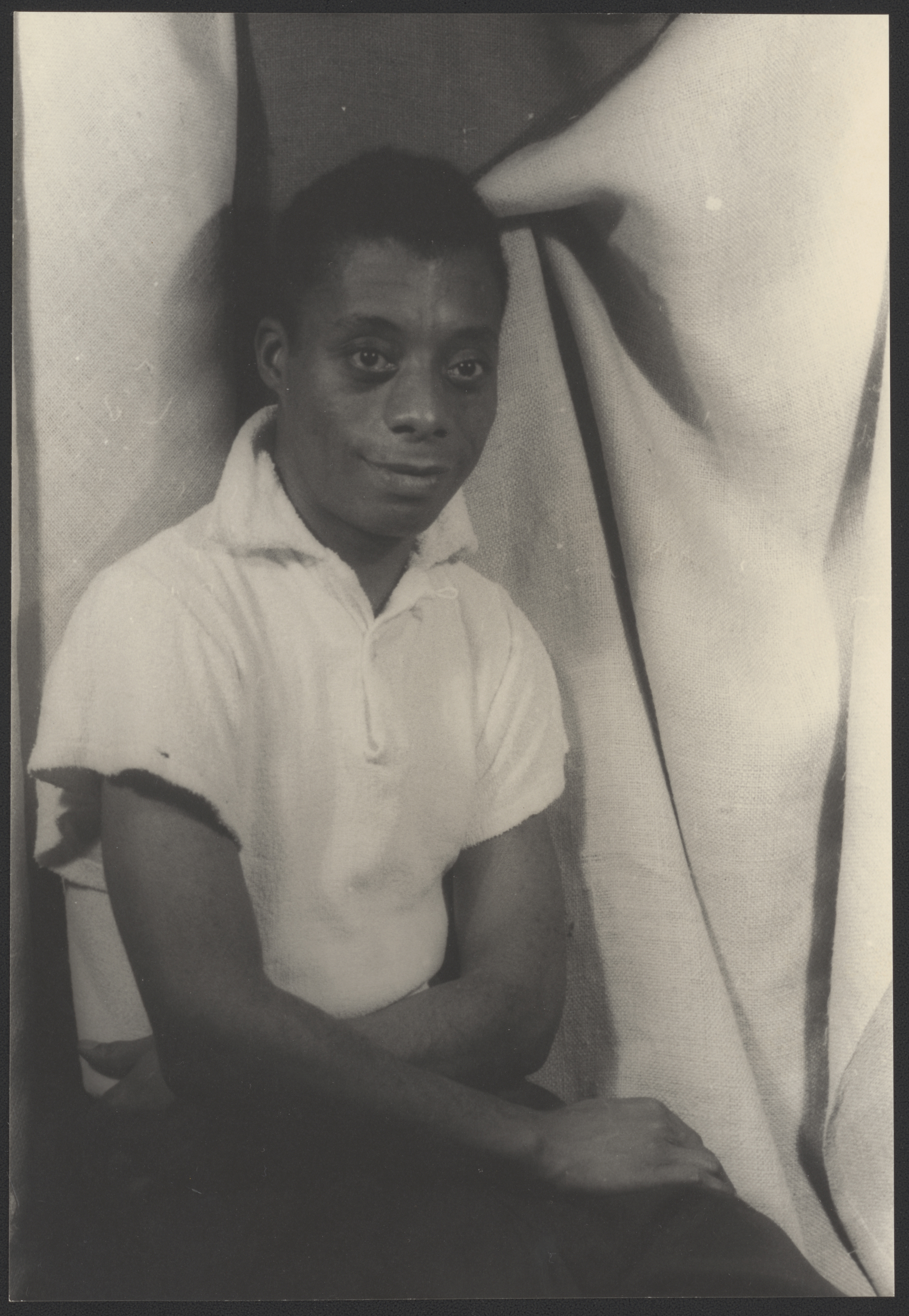
作家ジェイムズ・ボールドウィン(1924-1987)誕生。

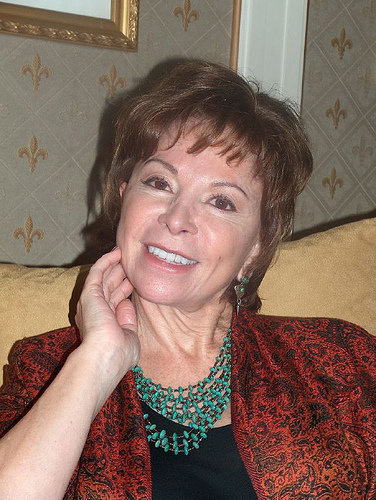
バスク系チリ人の小説家、イサベル・アジェンデ(1942-)誕生。

- 1550年（天文19年6月20日） - 島津以久、日向佐土原藩の初代藩主（+ 1610年）
- 1594年（文禄3年6月16日） - 五郎八姫、松平忠輝の正室、伊達政宗の娘（+ 1661年）
- 1612年 - サスキア・ファン・オイレンブルフ、画家、レンブラント・ファン・レインの妻（+ 1642年）
- 1644年（正保元年6月30日） - 柳原資廉、公卿（+ 1712年）
- 1648年（慶安元年6月14日） - 醍醐冬基、江戸時代前期の公卿（+ 1697年）
- 1674年 - フィリップ2世、オルレアン公、フランス摂政（+ 1723年）
- 1696年 - マフムト1世、オスマン帝国第24代皇帝（+ 1754年）
- 1710年（宝永7年7月8日） - 本多正珍、駿河田中藩の第2代藩主（+ 1786年）
- 1788年 - レオポルト・グメリン、化学者 (+ 1853年)
- 1815年（文化12年6月27日） - 青山幸哉、美濃郡上藩の第6代藩主（+ 1863年）
- 1829年（文政12年7月3日） - 永井直幹、大和新庄藩の第7代藩主（+ 1882年）
- 1834年 - フレデリク・バルトルディ、彫刻家（+ 1904年）
- 1835年 - イライシャ・グレイ、発明家、技術者（+ 1901年）
- 1856年（慶応元年）- ドミンゴス中村長八、カトリック司祭、海外に渡った初日本人宣教師、ブラジル日本移民の使徒（+ 1940年）
- 1858年 - エンマ・フォン・ヴァルデック＝ピルモント、オランダ王妃、摂政（+ 1934年）
- 1858年（安政5年6月23日） - 成瀬仁蔵、教育者、日本女子大学の創設者（+ 1919年）
- 1861年（文久元年6月26日） - 野木善三郎、政治家、公証人（+ 1918年）
- 1868年 - コンスタンティノス1世、ギリシャ国王（+ 1923年）
- 1873年 - 河上清、ジャーナリスト（+ 1949年）
- 1880年 - アーサー・ダヴ、画家（+ 1946年）
- 1882年 - アルベルト・ブロッホ、画家、翻訳家（+ 1961年）
- 1894年 - 速水御舟、画家（+ 1935年）
- 1903年 - 中野好夫、英文学者、評論家（+ 1985年）
- 1903年 - 松岡三雄、政治家、元山口県光市長（+ 1971年）
- 1905年 - マーナ・ロイ、女優（+ 1993年）
- 1905年 - 高村象平、ハンザ史研究者、元慶應義塾塾長（+ 1989年）
- 1905年 - カール・アマデウス・ハルトマン、作曲家（+ 1963年）
- 1909年 - 古市二郎、物理学者、元北海道大学学長（+ 1967年）
- 1914年 - 木下順二、劇作家（+ 2006年）
- 1914年 - 岡田又三郎、洋画家 （+ 1984年）
- 1914年 - 塚田正夫、将棋棋士 （+ 1977年）
- 1914年 - 大江季雄、陸上競技選手（+ 1941年）
- 1915年 - 蓮田修吾郎、鋳金家（+ 2010年）
- 1921年 - 高橋国一郎、土木工学者、建設官僚、元日本道路公団総裁（+ 2013年）
- 1922年 - 中内㓛、実業家、ダイエー創業者（+ 2005年）
- 1923年 - シモン・ペレス、政治家、第9代イスラエル大統領（+ 2016年）
- 1923年 - 長沢勝俊、作曲家（+ 2008年）
- 1924年 - ジェイムズ・ボールドウィン、小説家、劇作家（+ 1987年）
- 1927年 - 中村昌生、建築家、建築史家、京都工芸繊維大学名誉教授、福井工業大学名誉教授（+ 2018年）
- 1929年 - 中坊公平、元弁護士、元日弁連会長（+ 2013年）
- 1929年 - カテブ・ヤシーン、作家（+ 1989年）
- 1931年 - 栗山尚一、外交官（+ 2015年）
- 1931年 - フィリッパ・スカイラー、ピアニスト、作曲家（+ 1967年）
- 1932年 - ピーター・オトゥール、俳優（+ 2013年）
- 1934年 - 佐々木秀典、政治家  (+ 2020年)
- 1935年 - 片山虎之助、政治家
- 1935年 - 鈴木喜久子、弁護士
- 1935年 - 高橋悦史、俳優、声優（+ 1996年）
- 1936年 - 山上路夫、作詞家
- 1936年 - アンドレ・ギャニオン、作曲家、ピアニスト、指揮者、編曲家（+ 2020年）
- 1937年 - ガース・ハドソン、ミュージシャン（+ 2025年）
- 1937年 - 大心昇、大相撲力士 （+ 2012年）
- 1938年 - 丹羽勝海、テノール歌手（+ 2019年）
- 1938年 - 井尻千男、評論家、コラムニスト、拓殖大学名誉教授（+ 2015年）
- 1938年 - 須田開代子、プロボウリング選手 （+ 1995年）
- 1939年 - ウェス・クレイヴン、映画監督 （+ 2015年）
- 1940年 - 西田孝之、元プロ野球選手
- 1941年 - ジュール・ホフマン、生物学者
- 1941年 - ポール牧、タレント（+ 2005年）
- 1941年 - ギー・レベル、フィギュアスケート選手（+ 1981年）
- 1942年 - イサベル・アジェンデ、小説家
- 1943年 - パトリック・アディアート、ダンサー、俳優
- 1943年 - 鈴木邦男、新右翼活動家、一水会顧問（+ 2023年）
- 1943年 - マックス・ライト、俳優（+ 2019年）
- 1944年 - 畠山重則、騎手、調教師
- 1945年 - ジョアンナ・キャシディ、女優
- 1946年 - 中村梅玉、歌舞伎役者
- 1946年 - アンディ・フェアウェザー・ロウ、ミュージシャン
- 1946年 - 中上健次、小説家、詩人、評論家（+ 1992年）
- 1948年 - 矢沢正、元プロ野球選手
- 1949年 - 輪島直幸、元たいそうのおにいさん、元NHK体操指導者
- 1950年 - 久夛良木健、ソニー・コンピュータエンタテインメント社長
- 1950年 - グラハム・ハンコック、作家
- 1951年 - ジョー・リン・ターナー、ミュージシャン（レインボー）
- 1951年 - 中本直樹、音楽家
- 1952年 - 鈴木晶、舞踊評論家、舞踊史家、翻訳家、法政大学名誉教授
- 1952年 - 中野聖子、元声優
- 1952年 - 細川安雄、元プロ野球選手
- 1952年 - 新美敏、元プロ野球選手
- 1952年 - バンボ・リベラ、元プロ野球選手
- 1953年 - 中嶋愛和、元プロ野球選手
- 1955年 - 見延典子、小説家
- 1955年 - 山根和夫、元プロ野球選手
- 1956年 - 岡田純子、漫画家
- 1956年 - 合田悦三、裁判官、第42代札幌高等裁判所長官
- 1956年 - 高橋千秋、政治家
- 1956年 - ジム・ナイドハート、プロレスラー
- 1957年 - 島田芳明、元プロ野球選手
- 1958年 - 鴻上尚史、劇作家、演出家
- 1958年 - 速水奨[19]、声優
- 1960年 - リンダ・フラチアニ、フィギュアスケート選手
- 1960年 - セス・ロイド、機械工学研究者
- 1961年 - 崔健、ミュージシャン
- 1962年 - ジェフ・ベネット、声優
- 1963年 - 山野さと子、歌手
- 1964年 - 紡木たく、漫画家
- 1964年 - メアリー＝ルイーズ・パーカー、女優
- 1965年 - 渡辺久信、元プロ野球選手、監督
- 1965年 - 坂口裕之、元野球選手
- 1966年 - 小松田清、政治家、北海道中富良野町長
- 1966年 - 飯塚高史、元プロレスラー
- 1966年 - 山田千愛、元サッカー選手
- 1966年 - 白井正勝、元プロ野球選手
- 1966年 - ティム・ウェイクフィールド、元プロ野球選手（+ 2023年）
- 1967年 - 早乙女バッハ、俳優、パフォーマー
- 1967年 - 弓家保則、俳優、声優
- 1967年 - 大田紳一郎、ギタリスト
- 1967年 - 大川隆、元プロ野球選手
- 1968年 - シュテファン・エッフェンベルク、元サッカー選手
- 1968年 - 真璃子、歌手
- 1969年 - フェルナンド・コウト、元サッカー選手
- 1969年 - 具臺晟、元プロ野球選手
- 1969年 - 加藤有生子、声優
- 1969年 - ヤン・アクセル・ブロンベルク（ヘルハマー）、ミュージシャン
- 1970年 - ケヴィン・スミス、映画監督、脚本家
- 1970年 - 瀬上純、ギタリスト、作曲家
- 1971年 - 土井きよ美、女優
- 1971年 - 柳家花緑、落語家
- 1971年 - 皆葉英夫、キャラクターデザイナー
- 1971年 - 柳沢裕一、元プロ野球選手
- 1973年 - 友近、お笑いタレント
- 1973年 - 後藤裕之、ゲームクリエイター
- 1973年 - 安居良基、随筆家、旅行家
- 1973年 - 三島さやか、ナレーター、アナウンサー
- 1973年 - 吉田浩、アナウンサー
- 1973年 - スーザン・オニール、水泳選手
- 1975年 - 寺部智英、俳優
- 1975年 - 酒井直樹、元サッカー選手、指導者
- 1975年 - 長橋康弘、元サッカー選手
- 1975年 - ジョー・ディロン、元プロ野球選手
- 1976年 - 有田久徳、お笑いタレント（ダンサブル）
- 1976年 - サム・ワーシントン、俳優
- 1976年 - マイケル・ワイス、フィギュアスケート選手
- 1977年 - 常石勝義、騎手
- 1977年 - エドワード・ファーロング、俳優
- 1977年 - ファビオ・ミラノ、プロ野球選手
- 1978年 - 波岡一喜、俳優
- 1978年 - 香坂夏希、女優、声優
- 1978年 - はづき藍、脚本家、映画評論
- 1979年 - 下池輝明、お笑いタレント（ななめ45°）
- 1979年 - 千早茜、小説家
- 1979年 - ケー・スンヒ、柔道選手
- 1979年 - 高塚信幸、元プロ野球選手
- 1979年 - コルビー・ルイス、元プロ野球選手
- 1979年 - 曽ヶ端準、元サッカー選手
- 1979年 - 播戸竜二、元サッカー選手
- 1980年 - 根本佳織、プロ雀士
- 1981年 - 中村洋貴、ドラム奏者（かりゆし58）
- 1981年 - エメリヤーエンコ・アレキサンダー、総合格闘家
- 1981年 - 朱尉銘、プロ野球選手
- 1982年 - グレイディ・サイズモア、プロ野球選手
- 1982年 - エルデル・ポスティガ、サッカー選手
- 1983年 - ヒューストン・ストリート、プロ野球選手
- 1984年 - 石渡奈緒美、タレント
- 1984年 - 西尾真鈴、アナウンサー
- 1984年 - ジャンパオロ・パッツィーニ、サッカー選手
- 1984年 - J・D・ヴァンス、政治家、作家
- 1985年 - 千田健太、フェンシング選手
- 1985年 - アントワネット・ナナ・ジムー[20]、陸上競技選手
- 1986年 - 逢坂良太[21]、声優
- 1986年 - 髙萩洋次郎、サッカー選手
- 1987年 - 小山田弘子、タレント
- 1987年 - フアン・ハイメ、元プロ野球選手（+ 2024年）
- 1987年 - 比嘉将太、元プロ野球選手
- 1988年 - 丸毛謙一、元プロ野球選手
- 1988年 - ジュスティン・シャーマー、元プロ野球選手
- 1988年 - 三原雅俊、サッカー選手
- 1988年 - 遊佐克美、サッカー選手
- 1988年 - 小林由希子、ミュージカル俳優
- 1989年 - 下村結香、女優、画家
- 1989年 - 渡辺まあり、アイドル
- 1989年 - 三富兜翔、プロレスラー
- 1990年 - NAGI、歌手（BRIGHT）
- 1990年 - 勝乗恵美、グラビアアイドル
- 1990年 - 大関さおり、モデル、タレント、元プロボクサー
- 1990年 - 西野真弘、プロ野球選手
- 1990年 - 上野渉、元陸上選手
- 1990年 - アリ・デミルボア、フィギュアスケート選手
- 1990年 - 新田早規、声優（+ 2022年）
- 1991年 - 守永真彩、グラビアモデル
- 1991年 - 桐山智衣、陸上競技選手
- 1991年 - 水野輝、サッカー選手
- 1991年 - パーカー・ブリッドウェル、プロ野球選手
- 1992年 - チャーリー・エックス・シー・エックス、シンガーソングライター
- 1993年 - 橋本学、アーティスト（ハルカミライ）
- 1993年 - 新井大輝、ラリードライバー
- 1993年 - 川崎貴弘、元プロ野球選手
- 1993年 - 丸山夏鈴、アイドル（+ 2015年）
- 1994年 - ブルーノ・メンデス、サッカー選手
- 1995年 - 富田健太郎、俳優
- 1995年 - 三ツ廣政輝、アナウンサー
- 1995年 - 久保田梨沙、元声優
- 1996年 - 中村匠、ハンドボール選手
- 1997年 - 望月惇志、プロ野球選手
- 1997年 - 清水香奈芽、元お笑いタレント（元ハイツ友の会）
- 1997年 - トリストン・マッケンジー、プロ野球選手
- 1998年 - 新澤菜央、アイドル（NMB48）
- 1999年 - 池谷蒼大、プロ野球選手
- 1999年 - マーク・リー、アイドル（NCT）
- 1999年 - 松田美里、アイドル（わーすた）
- 2000年 - 鈴木みな、タレント、歌手
- 2000年 - 鈴木まりあ、タレント、歌手
- 2000年 - 山本麻鈴、アイドル（元アイドルカレッジ）
- 2000年 - 山内陸、サッカー選手
- 2000年 - 矢澤宏太、プロ野球選手
- 2000年 - 大窪士夢、元プロ野球選手
- 2000年 - 鈴木裕太、元プロ野球選手
- 2001年 - 山下美夢有、プロゴルファー
- 2002年 - スティベン・アセベド、プロ野球選手
- 2003年 - グレス、アイドル（BNK48）
- 2003年 - 藤本沙羅、女優、グラビアアイドル
- 2006年 - 田牧そら、女優
- 2013年 - 川原瑛都、子役
- 生年不詳 - 相沢梨紗、アイドル（でんぱ組.inc）
- 生年不詳 - 三塚幸彦、尺八奏者、尺八製作者
- 生年不詳 - 壹岐紹未、声優
- 生年不詳 - 閻子丹、声優
- 生年不詳 - 竹内想[22][23]、声優
- 生年不詳 - 押上美猫、漫画家
- 生年不詳 - 鈴木祐美子、漫画家
- 生年不詳 - 赤城はるな、元プロレスラー

## 忌日

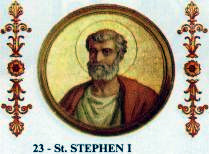
ローマ教皇ステファヌス1世(-257)没。

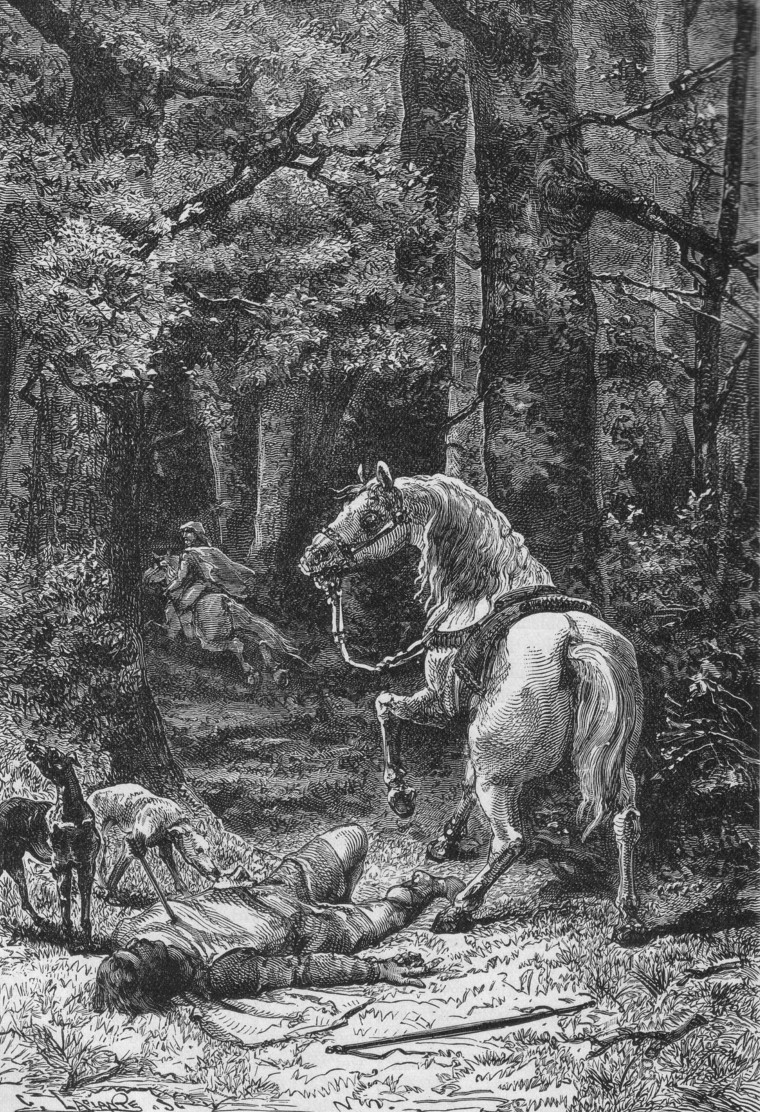
イングランド王ウィリアム2世(-1100)没。

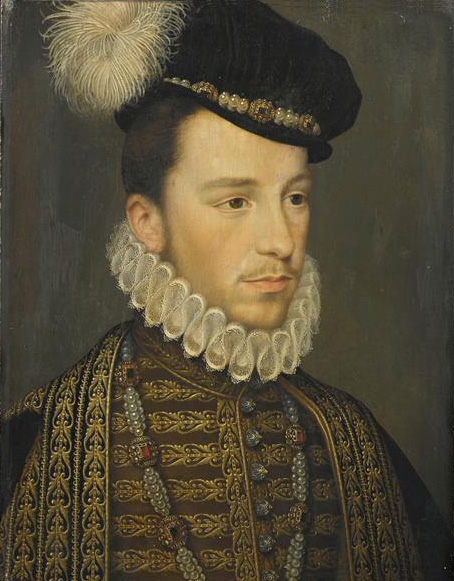
フランス王アンリ3世(1551-1589)暗殺。

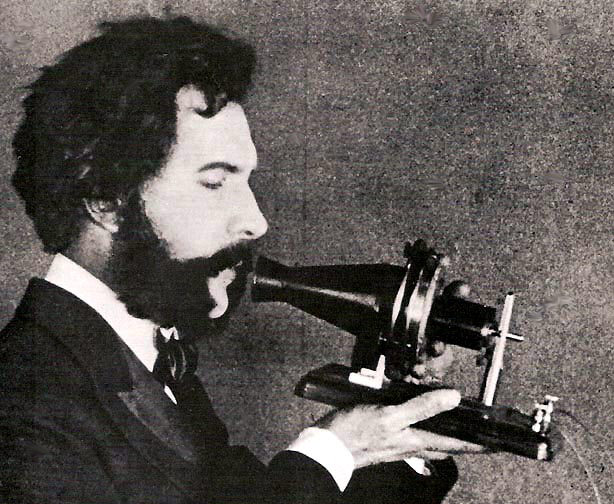
電話機の特許取得者、アレクサンダー・グラハム・ベル(1847-1922)没。

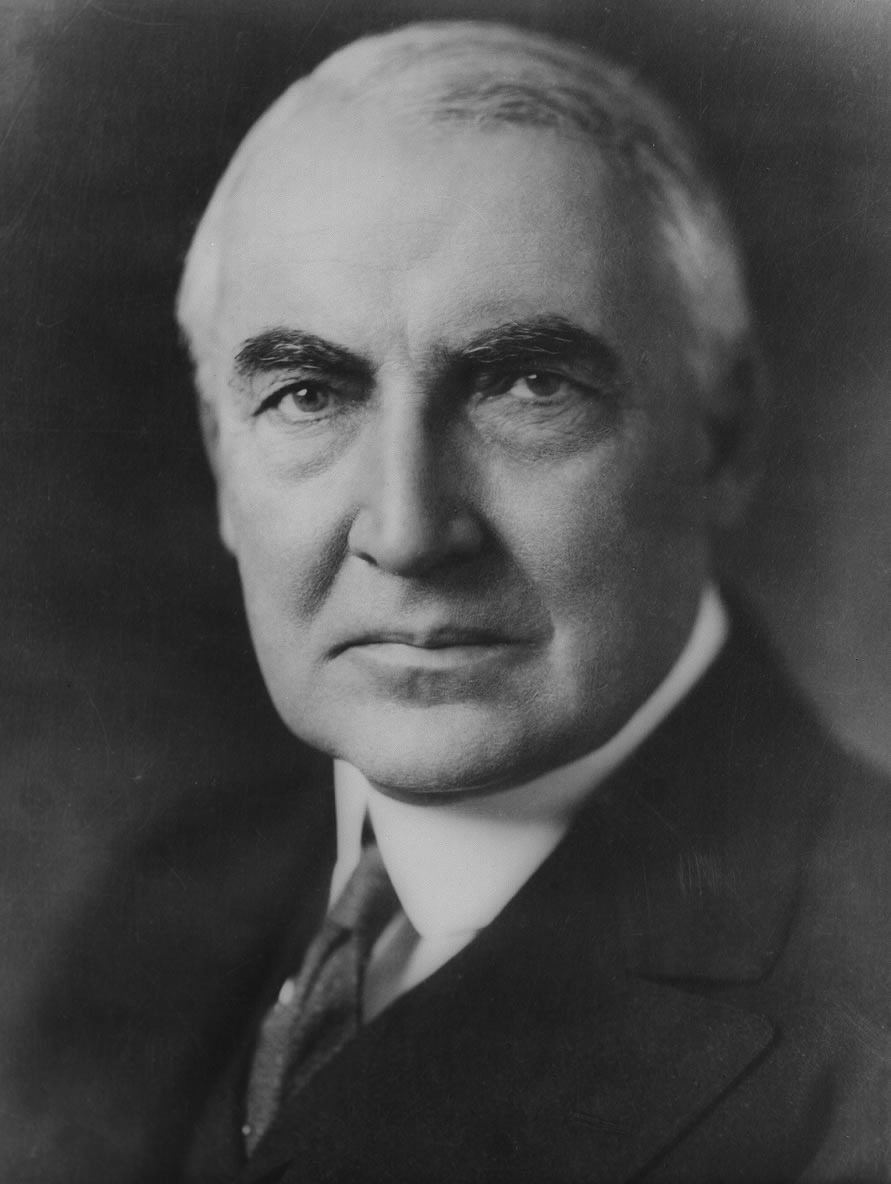
第29代アメリカ合衆国大統領ウオレン・G・ハーディング(1865-1923)没。

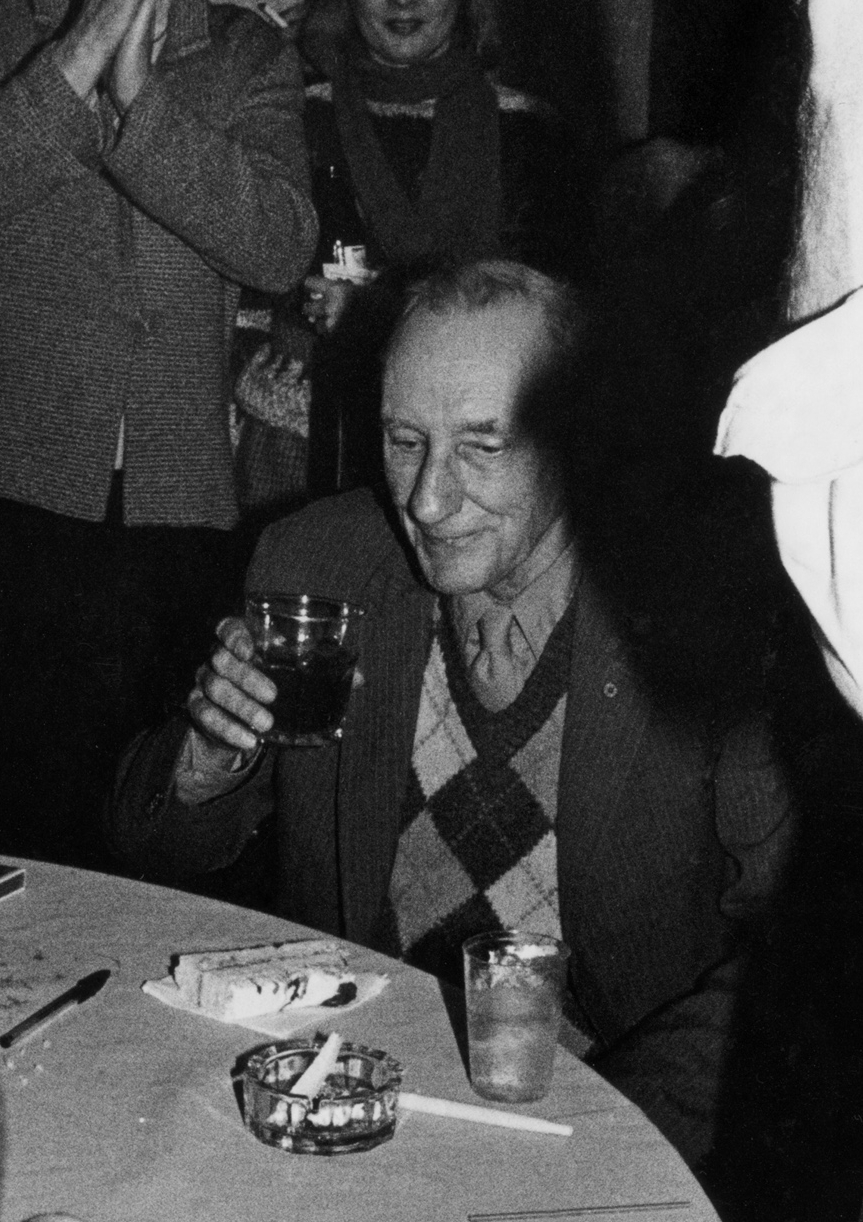
作家ウィリアム・S・バロウズ(1914-1997)没。

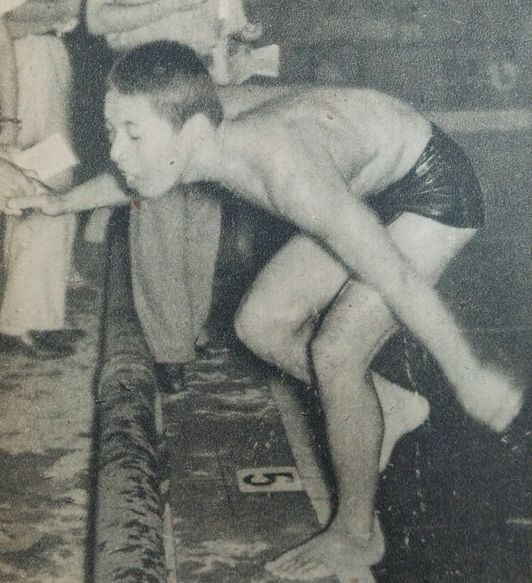
水泳選手古橋廣之進(1928-2009)没。世界記録を次々と更新し「フジヤマのトビウオ」と称賛された。

- 257年 - ステファヌス1世、第23代ローマ教皇
- 683年（天武天皇12年7月5日） - 鏡王女、藤原鎌足の正妻、歌人
- 830年（天長7年7月6日） - 良岑安世、平安時代の公卿（* 785年）
- 1100年 - ウィリアム2世、イングランド王（* 1060年頃）
- 1323年（元亨3年6月30日） - 北条宣時、鎌倉時代の武将（* 1238年）
- 1530年（享禄3年7月9日） - 狩野正信、絵師、狩野派の祖（* 1434年）
- 1550年（天文19年6月20日） - 筒井順昭、大和国の戦国大名（* 1523年）
- 1589年 - アンリ3世、ヴァロワ朝最後のフランス王（* 1551年）
- 1611年（慶長16年6月24日） - 加藤清正、安土桃山時代の武将、熊本藩主（* 1562年）
- 1637年（寛永14年6月12日） - 京極忠高、松江藩主（* 1593年）
- 1678年（延宝6年6月15日） - 徳川和子、後水尾天皇中宮、明正天皇生母（* 1607年）
- 1680年（延宝8年7月8日） - 明子女王、後西天皇の女御（* 1638年）
- 1698年 (元禄11年6月26日) - 丹羽長次、二本松藩第５代藩主 (+ 1643年)
- 1711年（正徳元年6月18日） - 黒田綱政、第4代福岡藩主（* 1659年）
- 1739年（元文4年6月29日） - 水野忠恒 (大名)、松本藩主（* 1701年）
- 1788年 - トマス・ゲインズバラ、画家（* 1727年）
- 1799年 - ジャック・エティエンヌ・モンゴルフィエ、熱気球技術者、発明家（* 1745年）
- 1809年（文化6年6月21日） - 4代桂川甫周、蘭学者（* 1751年）
- 1815年 - ギヨーム＝マリ＝アン・ブリューヌ、フランス帝国元帥（* 1763年）
- 1823年 - ラザール・カルノー（大カルノー）、フランスの軍人、政治家、数学者（* 1753年）
- 1827年（文政10年6月10日） - 徳川斉明、清水徳川家第4代当主（* 1810年）
- 1830年（文政13年6月14日） - 徳川斉礼、一橋徳川家第4代当主（* 1803年）
- 1849年 - ムハンマド・アリー、ムハンマド・アリー朝創始者（* 1769年?）
- 1859年 - ホーレス・マン、教育者（* 1796年）
- 1869年（明治2年6月25日） - 鳥居三十郎、村上藩家老（* 1841年）
- 1870年（明治3年7月6日） - 松平乗全、江戸幕府老中、西尾藩主（* 1795年）
- 1876年 - ワイルド・ビル・ヒコック、アメリカ西部開拓時代のガンマン（* 1837年）
- 1877年 - 池田慶徳、第12代鳥取藩主（* 1837年）
- 1907年 - 市川荒次郎 (初代)、歌舞伎役者（* 1850年）
- 1910年 - 井上勝、官僚、初代鉄道庁長官（* 1843年）
- 1910年 - 柴田承桂、初版日本薬局方編纂に関与した薬学者（* 1850年）
- 1917年 - ラファエル・キルヒナー、画家、イラストレーター（* 1875年）
- 1917年 - 三富朽葉、詩人（* 1889年）
- 1917年 - 今井白楊、詩人（* 1889年）
- 1921年 - エンリコ・カルーソー、テノール歌手（* 1873年）
- 1922年 - グラハム・ベル、電話の発明者（* 1847年）
- 1923年 - ウォレン・ハーディング、第29代アメリカ合衆国大統領（* 1865年）
- 1931年 - 人見絹枝、陸上競技選手、ジャーナリスト（* 1907年）
- 1932年 - ダン・ブローザース、プロ野球選手（* 1858年）
- 1934年 - パウル・フォン・ヒンデンブルク、政治家、ドイツ大統領（* 1847年）
- 1936年 - ルイ・ブレリオ、フランスの飛行家（* 1872年）
- 1938年 - ヤコフ・ユロフスキー、ニコライ2世殺害の銃殺隊を指揮（* 1878年）
- 1943年 - 宮城与徳、洋画家、左翼運動家、社会運動家（* 1903年）
- 1945年 - エミール・フォン・レズニチェク、作曲家（* 1860年）
- 1945年 - ピエトロ・マスカーニ、作曲家（* 1863年）
- 1946年 - 千野敏子、小学校教諭、『葦折れぬ』著者（* 1924年）
- 1948年 - 安達謙蔵、逓信大臣、内務大臣（* 1864年）
- 1955年 - ループレヒト、バイエルン王太子（* 1869年）
- 1956年 - 邦枝完二、小説家（* 1892年）
- 1958年 - 弓館小鰐、ジャーナリスト（* 1883年）
- 1961年 - 二代目古今亭志ん馬、落語家（* 1889年）
- 1966年 - 牟田口廉也、日本陸軍の中将（* 1888年）
- 1972年 - ルドルフ・ガンツ、指揮者（* 1877年）
- 1973年 - ジャン＝ピエール・メルヴィル、映画監督（* 1917年）
- 1973年 - ベルトラメリ能子、声楽家、ソプラノ歌手（* 1903年）
- 1976年 - フリッツ・ラング、映画監督（* 1890年）
- 1977年 - ハワード・エベレスト・ヒントン（英語版）、昆虫学者（* 1912年）
- 1978年 - カルロス・チャベス、作曲家（* 1899年）
- 1979年 - サーマン・マンソン、プロ野球選手（* 1947年）
- 1980年 - 石戸四六、プロ野球選手（* 1941年）
- 1980年 - 寺本勇、プロ野球選手（* 1945年）
- 1981年 - デルフォ・カブレラ、陸上競技選手（* 1919年）
- 1983年 - ジェームス・ジェマーソン、ベーシスト（* 1936年）
- 1985年 - フィリップ・ドナルド・エストリッジ、コンピューター技術者、IBMPC開発者（* 1937年）
- 1986年 - ロイ・コーン、法律家（* 1927年）
- 1987年 - 阪本一郎、教育心理学者（* 1904年）
- 1987年 - 石田紀子、女優、タレント（* 1960年）
- 1988年 - 国場幸太郎、実業家、国場組創業者（* 1900年）
- 1988年 - 松田茂役、将棋棋士（* 1921年）
- 1988年 - レイモンド・カーヴァー、小説家、詩人（* 1939年）
- 1990年 - ノーマン・マクリーン、小説家（* 1902年）
- 1992年 - 渡辺和三、クレー射撃選手（* 1947年）
- 1993年 - 田鍋健、実業家、元積水ハウス社長（* 1912年）
- 1993年 - 藤沢朋斎、囲碁棋士（* 1919年）
- 1993年 - ヤヌス・シドウォ、陸上競技選手（* 1933年）
- 1994年 - 武井義明、ジャズシンガー（* 1934年）
- 1994年 - 青ノ海勇三、大相撲力士（* 1941年）
- 1996年 - ミシェル・ドゥブレ、政治家、フランス第五共和政初代首相（* 1912年）
- 1997年 - ウィリアム・S・バロウズ、小説家（* 1914年）
- 1997年 - フェラ・クティ、アフロビートミュージシャン（* 1938年）
- 1999年 - 石川弘、官僚、政治家、元農林水産事務次官（* 1928年）
- 1999年 - 後藤明生、小説家（* 1932年）
- 2001年 - 宝とも子、ラテン歌手（* 1921年）
- 2002年 - 渡辺茂、作曲家、教育者（* 1912年）
- 2005年 - 村上信夫、フランス料理シェフ、元帝国ホテル総料理長（* 1921年）
- 2006年 - ルイゼル・ラモス、ファッションモデル（* 1984年）
- 2007年 - ホールデン・ロベルト、民族主義者、アンゴラ民族解放戦線創設者（* 1923年）
- 2008年 - 服部正、作曲家（* 1908年）
- 2008年 - 赤塚不二夫、漫画家（* 1935年）
- 2008年 - 三村晴彦、映画監督、演出家（* 1937年）
- 2008年 - 山根義紘、テレビプロデューサー、元日テレ7社長（* 1945年）
- 2008年 - 金杉太朗、俳優（* 1974年）
- 2009年 - ヤコブ・キェルセム、陸上競技選手（* 1925年）
- 2009年 - 古橋廣之進、水泳選手、日本大学名誉教授、元国際水泳連盟副会長（* 1928年）
- 2010年 - 土屋守章、経営学者、東京大学名誉教授（* 1934年）
- 2010年 - 三ッ林隆志、政治家、医師（* 1953年）
- 2011年 - アッティリオ・パヴェージ、自転車競技選手（* 1910年）
- 2011年 - バルフ・ベナセラフ、病理学者、医師、、ノーベル生理学・医学賞受賞者（* 1920年）
- 2012年 - ミハエラ・ウルスレアサ、ピアニスト（* 1978年）
- 2013年 - 森田進、競輪選手（* 1965年）
- 2014年 - 島津久厚、実業家、第23代学習院院長、丸十産業元社長（* 1918年）
- 2014年 - 長田あつし、演歌歌手（殿さまキングス、オヨネーズ）（* 1940年）
- 2014年 - 笑福亭小松、落語家（* 1957年）
- 2015年 - 出口裕弘、作家、フランス文学者（* 1928年）
- 2015年 - 岡本康雄、経営学者、東京大学名誉教授（* 1931年）
- 2015年 - 小川銀次、ギタリスト（* 1956年）
- 2016年 - 太田大八、絵本作家、画家（* 1918年）
- 2016年 - デヴィッド・ハドルストン、俳優（* 1930年）
- 2016年 - アハメッド・ズウェイル、化学者、ノーベル化学賞受賞者（* 1946年）
- 2017年 - 梅田勝、政治家（* 1927年）
- 2017年 - 磯野恭子、アナウンサー、テレビディレクター、元山口県岩国市教育長（* 1934年）
- 2019年 - 出口保夫、英文学者、早稲田大学名誉教授（* 1929年）
- 2019年 - 岩郷泰博、プロ野球選手（* 1943年）
- 2019年 - 丸山博、官僚、外交官、実業家、元空港施設社長（* 1948年）
- 2019年 - 森永あい、漫画家（* 生年不詳）
- 2020年 - ボブ・ライランド、元テニス選手（* 1920年）
- 2020年 - 王海、軍人、中国人民解放軍空軍上将（* 1926年）
- 2020年 - レオン・フライシャー、ピアニスト、指揮者（* 1928年）
- 2020年 - 岡三郎、英文学者、比較文学者、青山学院大学名誉教授（* 1929年）
- 2020年 - 立石涼子、女優、声優（* 1951年）
- 2020年 - 坂川栄治、アート・ディレクター、装丁家（* 1952年）
- 2020年 - スティーヴ・ホーランド、ギタリスト（* 1954年）
- 2020年 - 轟二郎、コメディアン、タレント、殺陣師（* 1954年）
- 2021年 - 本郷直樹、俳優、歌手（* 1950年）
- 2021年 - 保坂秀樹、プロレスラー（* 1971年）
- 2022年 - ビン・スカリー、アナウンサー（* 1927年）
- 2022年 - 秋月謙吾、政治学者（* 1962年）
- 2024年 - 熊谷市雄、政治家（* 1928年）
- 2024年 - 金栄洙、ジャーナリスト、政治家（* 1935年）
- 2024年 - 太廊、お笑い芸人（* 1986年）
- 2025年 - 栗村智、フリーアナウンサー（* 1953年）

## 記念日・年中行事

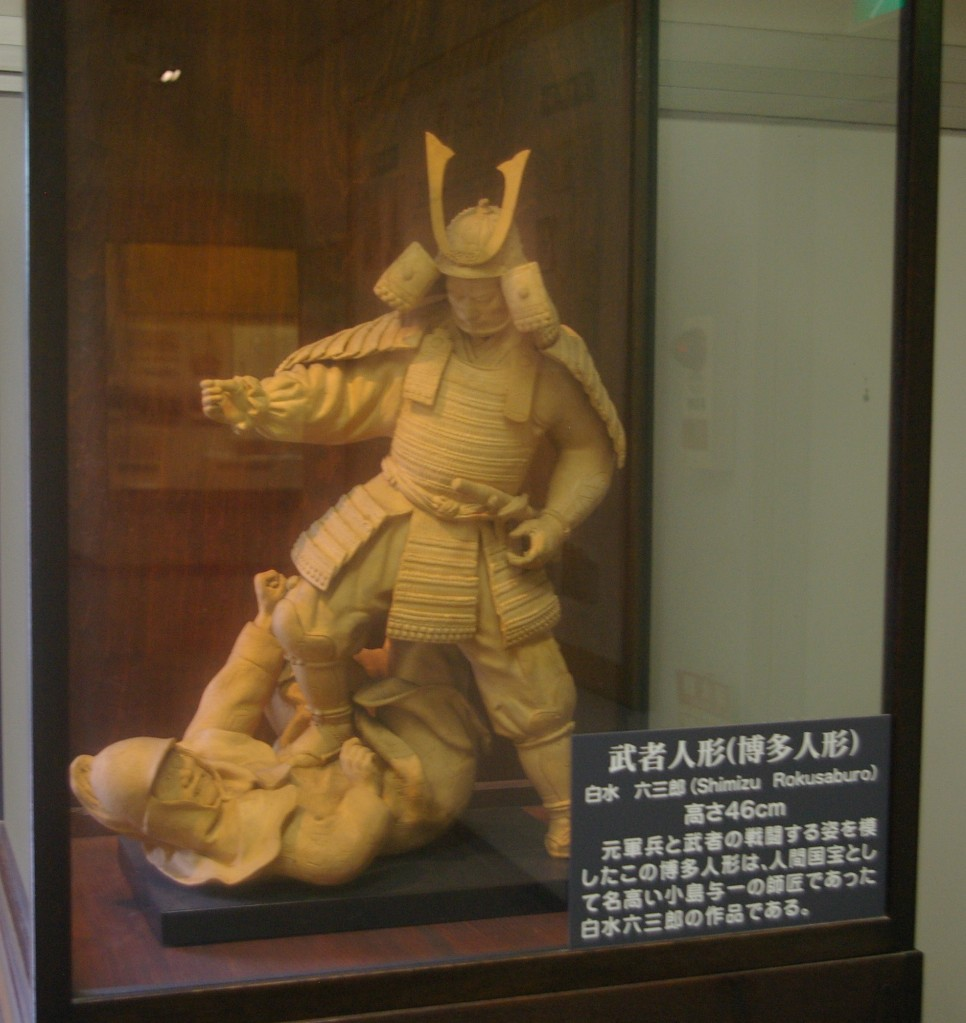
博多人形の日

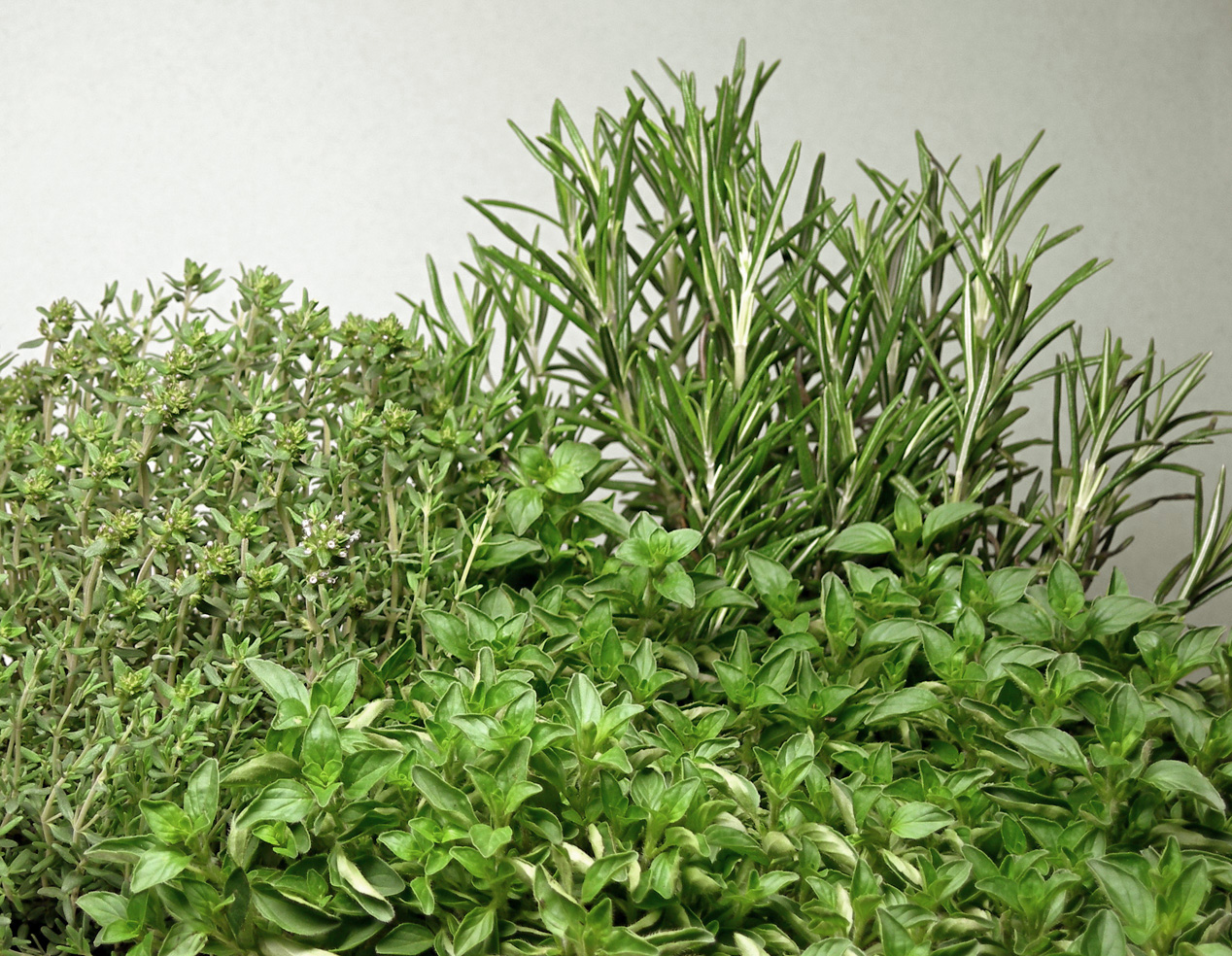
ハーブの日。画像はタイムなどのハーブ

ハープの日。画像は現代のコンサートハープの基本的な構成要素と用語（英語）

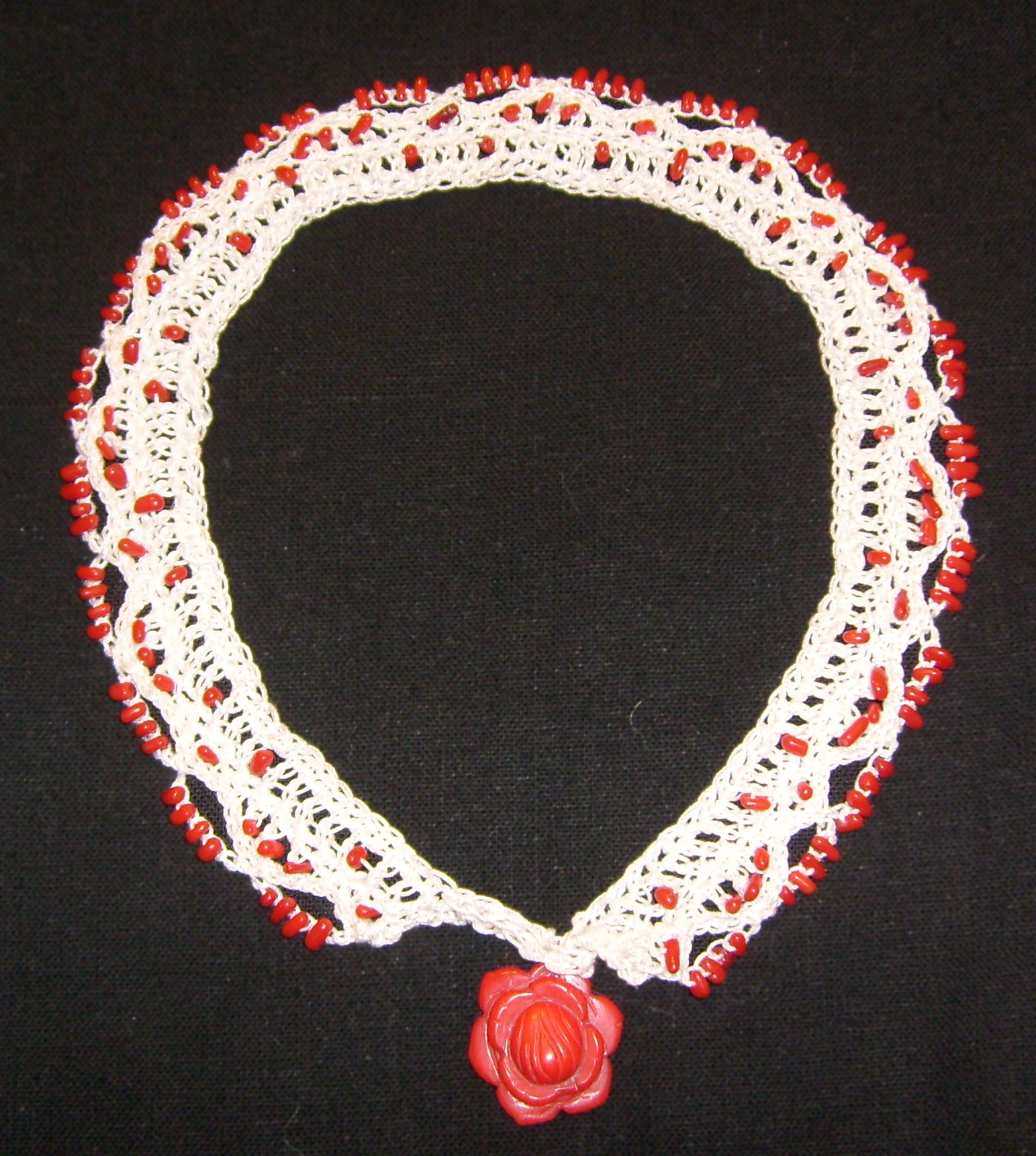
ビーズの日。画像はビーズクロッシェのネックレス

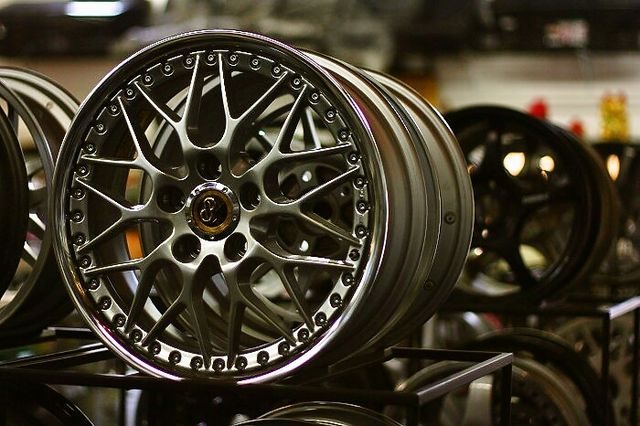
オートパーツの日。画像は自動車用ホイール

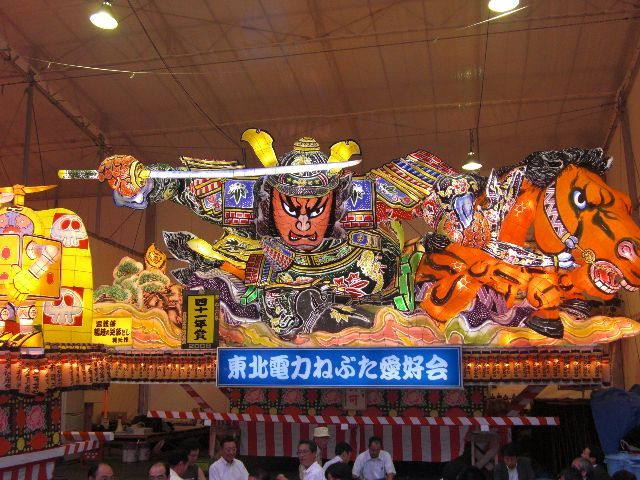
青森ねぶたの初日（7日まで）

- 革命記念日（ 北マケドニア）
1903年に内部マケドニア革命組織がオスマン帝国に対する蜂起を起こした日であり、1944年にマケドニア人民解放反ファシスト会議(ASNOM)の第1回総会が開催された日。イリンデン蜂起（英語版）(1903)を記念。
- ロシア空挺軍の日（ ロシア）
- 映画製作者たちの日（ アゼルバイジャン）
- 金銀の日（ 日本）
1928年のこの日、アムステルダムオリンピックで三段跳の織田幹雄が日本人初の金メダル、陸上800mで人見絹枝が日本人女性初のメダルとなる銀メダルを獲得したことによる。商業デザインなどを手がける有限会社環境デザイン研究所の塩田芳郎氏が制定。
- カレーうどんの日（ 日本）
1910年（明治43年）に東京目黒の蕎麦屋「朝松庵（あさまつあん）」が「カレー南ばん」を提供しはじめ、全国にカレーうどんが浸透してから100年になる2010年（平成22年）に「カレーうどん100年革新プロジェクト」が制定。日付は、6月2日がかつて「横浜・カレー記念日」であったことと、7月2日が「うどんの日」とされていることから、月をずらしたもの[24]。
- 博多人形の日（ 日本）
博多人形商工業協同組合が博多人形誕生400年を記念して2000年に制定。日付は「は(8)かたに(2)んぎょう」の語呂合せから[25]。
- 学制発布記念日（ 日本）
1872年（明治5年）の旧暦8月2日（新暦9月4日）、学制の趣旨を明記した太政官布告と共に学制（明治5年8月2日太政官第214号）が公布され、日本の近代学校制度が成立した[26]。
- パンツの日（ 日本）
「パン(8)ツ(2)」の語呂合せ。複数の下着メーカーが記念日としてパンツの販売促進を行っている[27]。
- ハーブの日（ 日本）
「ハ(8)ーブ(2)」の語呂合せ。バジル、ミント、パクチーなど、さまざまなフレッシュハーブを販売する事業を手がけるエスビー食品株式会社が制定[28]。
- パプリカの日（ 日本）
「パ(8)プ(2)」の語呂合せ。北海道釧路市の「地産地消くしろネットワーク」（事務局・釧路市産業推進室）が、8月2日を「パプリカの日」として制定。釧路産パプリカの消費拡大をアピールしている[29]。
- ハープの日（ 日本）
「ハ(8)ープ(2)」の語呂合せ。日本ハープ協会が制定。ハープという楽器をより多くの人に理解してもらい、その魅力を知ってもらいたいとの願いが込められている[30]。
- ビーズの日（ 日本）
ビーズアクセサリーキットメーカー株式会社Lifeit（ライフイット）が制定。ビーズやビーズアクセサリーの素晴らしさ、手作りアクセサリーの楽しさを多くの人に知ってもらうことが目的。日付は8と2がＢ2（ビーツー＝ビーズ）と見えることから[31]。
- オートパーツの日（ 日本）
日本自動車用品・部品アフターマーケット振興会（NAPAC）が制定。オートパーツを点検し、消耗したパーツを取り替え、車の安全走行に寄与することが目的。日付は8月（August）を「オート」、8月2日を「パーツ」と読む語呂合わせから[32]。
- 帆布の日（ 日本）
「高島帆布」などで知られる滋賀県の駒田織布株式会社が制定。帆船の帆を起源とする帆布の魅力をより多くの人に知ってもらうことが目的。日付は帆布には10番糸（8+2）を使うことと、8と2で「はん（8）ふ（2）」と読む語呂合わせから[33]。
- ハラスメントフリーの日（ 日本）
パワーハラスメントという言葉を創った株式会社クオレ・シー・キューブが制定。企業・組織と従業員の双方にメリットをもたらす「ハラスメントフリー」な職場づくりを啓発、推進していくことが目的。日付は8と2で「ハ（8）ラスメント　フ（2）リー」の語呂合わせから。なお、ハラスメントフリーは株式会社クオレ・シー・キューブの登録商標[34]。
- ハブの日（ 日本）
「ハ(8)ブ(2)」の語呂合せ。沖縄県の「おきなわワールド」の運営会社である南都が制定[35]。
- ハニーの日（ 日本）
「は(8)にー(2)」の語呂合せ。全日本はちみつ協同組合と日本養蜂はちみつ協会が制定した「蜂蜜の日」は8月3日。
- ベビースターの日（ 日本）
ベビースターラーメンがますます多くの人に愛されるようにとの願いを込め、三重県津市に本社を置くおやつカンパニーが制定。日付は「お(0)や(8)つ(2)」の語呂合わせ[36]。
- 青森ねぶた（ 日本 青森県青森市、 - 8月7日）
- 湯河原やっさ祭り（ 日本 神奈川県足柄下郡湯河原町 - 8月3日）
起源は、源頼朝の源氏復興の一翼を担った湯河原（土肥郷)の領主土肥次郎實平が始めた「實平踊り」といわれている。鎌倉幕府成立後、その手腕を買われた實平は、瀬戸内海の治安確保のため、安芸国(広島県)に派遣され数々の事績を残す。實平没後、領民がその遺徳を偲んで生まれたのが現在広島県三原市で行われている「三原やっさ」である。湯河原の「實平踊り」は久しく途絶えていたが、「三原やっさ」を取り入れ「湯河原やっさ」として復活した。
- 長岡まつり（ 日本 新潟県長岡市） 8月1～3日）
- ハッピーパーツデー（ 日本 ）
日用品、輸送機器、アパレル商品に使用されるパーツなどを扱う商社のモリト株式会社が制定。日付は「パー(8) ツ(2)」の語呂合わせから。いつも脇役のパーツを主役にする日という意味で「ハッピーバースデー」に掛けた記念日名になっている[37]。